# Peter und die Sternenfänger
Peter und die Sternenfänger (Originaltitel: Peter and the Starcatchers) ist ein Jugendbuch der US-amerikanischen Autoren Dave Barry und Ridley Pearson, das eine alternative Vorgeschichte zu Peter Pan erzählt. Der Roman erschien 2004 bei Disney Hyperion, die deutsche Ausgabe 2006 bei Oetinger. Die Illustrationen stammen von Greg Call, die deutsche Übersetzung von Gerda Bean. Die Nachfolgebände sind Peter und die Schattendiebe und Peter und das Geheimnis von Rundoon.

## Handlung
Peter ist wegen seiner Spuckkünste der Anführer der Waisenjungen aus dem Sankt-Norbert-Heim. Eines Tages soll er mit vier anderen Jungen zum König nach Rundoon gebracht werden, um dort als Sklave zu arbeiten. Auf dem Schiff „Niemalsland“ hungern die Jungen, bis Peter beschließt Essen zu besorgen. Doch anstatt die Vorratskammer zu finden, entdeckt er eine Truhe mit einem mächtigen Inhalt. Molly, ein wohlhabendes Mädchen, das über den Inhalt Bescheid weiß, erzählt Peter, dass in der Truhe Sternenstaub transportiert wird. Sternenstaub verleiht magische Kräfte, er lässt z. B. Menschen fliegen oder verändert Tiere in unglaubliche Kreaturen. Mollys Vater ist ein Sternenfänger. Er sorgt dafür, dass der Sternenstaub nicht in falsche Hände gerät. Die Truhe sollte eigentlich auf der Wespe, das Schiff auf dem Mollys Vater reist, sein. Die Wespe, angeblich das schnellste Schiff auf See, wurde allerdings von Schwarzbart, dem gefürchteten Piraten, gekapert. Und der will die Truhe, die versehentlich auf der „Niemalsland“ verschifft wurde. 
Nachdem die Piraten die „Niemalsland“ übernommen haben, gelingt es Peter, die Kiste über Bord zu werfen, woraufhin sie auf die Insel Mollusk treibt. Die Piraten folgen der Truhe auf die Insel. Die „Niemalsland“ sinkt. Nur die vier Waisenjungen, Peter, Molly, zwei Matrosen und der 1. Maat des Schiffs, Slank, überleben. Auf der Insel leben Einheimische, die die Jungen an Mr. Grins, ein riesiges Krokodil, verfüttern wollen. Mit Mollys Hilfe können sie entkommen und endlich findet Peter die Truhe, die sich bereits einer der überlebenden Matrosen und Slank angeeignet haben. Doch der Sternenstaub hat die Fischweibchen, die der Truhe zu nahe kamen, in Meerjungfrauen verwandelt. Nachdem Peter einer von ihnen das Leben rettet, geben sie ihm die Truhe, die sie den Männern wieder abgenommen hatten. Doch Slank nimmt Molly als Geisel, um im Tausch von Peter die Truhe zu erhalten. Vor der Rückgabe nimmt Peter eine kleine, undichte Schachtel heraus, die den Sternenstaub enthält. So werden Molly und der Sternenstaub gerettet. Endlich kommt Lord Aster, Mollys Vater, und will den Sternenstaub mitnehmen, doch Schwarzbart will ebenfalls die Truhe. Er ersticht den Häuptling der einheimischen Bevölkerung, der von Peter mit dem Sternenstaub gerettet wird. Peter gelingt es, Schwarzbarts Hand abzuhacken. Das Krokodil frisst diese auf und will daraufhin nur noch Schwarzbart. Die Piraten errichten sich am anderen Ende der Insel eine Festung. 
Am Ende erklärt Lord Aster, dass Peter, als er die Schachtel herausnahm, bei der Menge Sternenstaub eigentlich hätte sterben müssen. Daher wird er jetzt ewig fliegen können und niemals altern. Er fragt, ob Peter mit Molly und ihm zurück nach London möchte. Doch Peter lehnt ab. Er möchte auf der Insel bleiben. Die anderen Waisenjungen ebenfalls, und da der Häuptling Peter nun etwas schuldete, erlaubt er es. Um auf Peter aufzupassen, bestreut er einen Vogel mit Sternenstaub, sodass daraus eine Fee wird, die Peter Tinker Bell nennt. Slank, der mit einem Boot auf das Meer getrieben worden war, wird nach einigen Tagen auf hoher See von einem Schiff gerettet, Molly und ihr Vater fahren zusammen mit dem zweiten überlebenden Matrosen zurück nach London und Peter und die „verlorenen Jungen“ bleiben mit den Inselbewohnern, den Piraten und dem Krokodil auf der Insel.

## Rezensionen
„Viele Fragen klärt das Buch und liefert eine logische, sofern man dies bei einem Fantasyroman mit fliegenden Kindern und Meerjungfrauen behaupten kann, Vorgeschichte zu Peter Pans Abenteuern in Niemalsland.“